# Walkthrough-Methoden
Walkthroughs sind im Human-Centered Design Methoden, bei der eine Gruppe von Experten und/oder Nutzer ein Produkt-, System oder Dienstleistungsdesign in einem frühen Entwicklungsstadium anhand zuvor festgelegter Kriterien "durchgeht" und bewertet. Üblicherweise handelt es sich beim Design nicht um einen funktionierenden Prototyp, sondern um schriftliche Beschreibungen von Konzepten oder um Wireframes und Mock-ups.
Sofern der Walkthrough ohne Nutzende durchgeführt wird, wie der wohl bekannteste und am weitesten verbreitete Cognitive Walkthrough, wird er als Inspektionsmethode bezeichnet. Walkthrough-Verfahren mit Beteiligung von Nutzenden sind beispielsweise der Pluralistische Walkthrough und der Soziotechnische Walkthrough.
Der Begriff Walkthrough als Verfahren kann in anderen Gebieten eine andere Bedeutung besitzen. In der Architektur wird Walkthrough als Methode zur visuellen Erkundung eines Gebäudes oder Raums vor seiner eigentlichen Errichtung bezeichnet. Dabei wird ein detailliertes, dreidimensionales digitales Modell der Struktur oder des Raums mit spezieller Software erstellt.
Im Projektmanagement kann Walkthrough einerseits eine einfache Abnahmeprüfung durch den Kunden sein, bei der die Funktionen von Etwas überprüft und Mängel reklamiert werden, oder andererseits als für die Präsentation wichtiger Eckdaten von Projekten gegenüber Auftraggebern oder der Unternehmensführung verstanden werden.
Nachstehend werden die wichtigsten Verfahren im Human-Centered Design vorgestellt. Weitere Walkthrough-Verfahren sind darüber hinaus nach Mahatody, Sagari und Kolski (2010) z. B. der Groupware Walkthrough, Activity Walkthrough, Interaction Walkthrough, Cognitive Walkthrough mit Nutzenden der der erweiterter Cognitive Walkthrough.

## Cognitive Walkthrough
Ein Cognitive Walkthrough ist eine Methode, bei der Experten die Usability eines interaktiven Systems überprüfen. Dabei stellt sich ein Usability-Experte vor, wie ein normaler Nutzer das System verwenden würde und überprüft, ob die Schritte und Rückmeldungen des Systems angemessen sind, um das Ziel zu erreichen. Der Cognitive Walkthrough ist eine analytische Inspektionsmethode, die darauf abzielt, Hindernisse beim Erlernen einer Anwendung zu identifizieren.

## Pluralistischer Walkthrough
Ein Pluralistische Walkthrough (auch Pluralistic Walkthrough oder Pluralistischer Usability Walkthrough genannt) ist eine Methode zur Überprüfung der Usability, bei der Vertreter aus drei Gruppen beteiligt sind: Nutzer, Entwickler und Usability-Experten. Bei einem Pluralistischen Walkthrough werden die Teilnehmer gebeten, die Schritte in Anwendungsszenarien mithilfe eines vorliegenden Designentwurfs aus der Perspektive eines Nutzers zu durchgehen. Durch die Einbeziehung von Vertretern aus verschiedenen Gruppen entsteht in Gruppendiskussionen eine vielfältige Sichtweise auf das untersuchte System, die dazu beiträgt, verschiedene Perspektiven zu berücksichtigen. Normalerweise wird ein Pluralistischer Walkthrough in den frühen Phasen der Systementwicklung durchgeführt, oft mit papierbasierten Entwürfen (Paper Prototyping). Auf diese Weise können potenzielle Probleme frühzeitig im Entwurfsprozess erkannt und behoben werden.

## Soziotechnischer Walkthrough
Diese Methode konzentriert sich nicht nur auf die Gestaltung und Bewertung eines einzelnen Produktes oder technischen Systems, sondern auf die Gestaltung eines gesamten soziotechnischen Systems, das aus organisatorischen (wie Aufgaben), sozialen (wie Nutzer) und technischen (wie dem System selbst) Strukturen besteht. Hier sind Vertreter aus drei Gruppen beteiligt: Nutzer, Stakeholder der Organisation und Human-Factor-Spezialisten. Die Teilnehmer gehen das System gemeinsam Schritt für Schritt anhand von modellartigen Darstellungen und Textbeschreibungen durch und sprechen darüber. Die zentrale Frage hierbei lautet: "Wenn das tatsächlich in der Praxis angewendet würde, was würde passieren?" Nach dieser Diskussion wird das zugrunde liegende grafische Modell aufgrund der Überlegungen angepasst. Dieses überarbeitete Modell wird erneut besprochen und optimiert. Das Ergebnis ist ein Modell des soziotechnischen Systems, das von allen Mitgliedern der Arbeitsgruppe akzeptiert wird und als Grundlage für die weitere Entwicklung dient.

## Heuristischer Walkthrough
Der Heuristische Walkthrough ist eine Inspektionsmethode, die Aspekte der Heuristischen Evaluation, des Cognitive Walkthroughs und des Pluralistischen Walkthroughs kombiniert. Die Teilnehmer an dieser Methode machen zwei Durchgänge durch ein Produkt. Beim ersten Durchgang werden Fragen gestellt, die zum Nachdenken anregen sollen, und die Experten müssen eine Reihe von Aufgaben nach Prioritäten abarbeiten. Im zweiten Durchgang müssen die Evaluatoren eine Reihe von Heuristiken anwenden, um zusätzliche Probleme zu finden.